# شكر (قبيلة)

شكر بن عمران بن عديّ بن حارثةَ، من بني مزيقياء من الأزد: جد جاهلي، وجد قبيلة أزدية من قبائل جنوب الجزيرة العربية القديمة. مساكنهم بين سراة بلقرن وسراة شنوءة. أقرب القبائل نسبًا لها هم بارق ثم الأنصار. وجعل المستشرق هاملتون غيب قبيلة عليان هم سلالة شكر، وقال: «بني شكر (بني عليان)  يسكنون في  شمال – غرب قرن بن عبدالله، وإلى الجنوب من تبالة». وقال ابن الكلبي: « شكر: بطن عظيم بالسراة لهم عدد، وليس بالعراق منهم أحد». وقال أبو سعيد السيرافي: «وآلانَ هو شكر، وإنما شكر قرني، وهو لقب».

## النسب
شُكرٌ وهو آلانَ بن عمران بن عديّ بن حارثةَ بن عمرو مزيقياء بن عامر بن حارثة بن امريء القيس بن ثعلبة بن مازن بن الأزد بن الغوث بن نبت بن مالك بن زيد بن كهلان بن سبأ بن يشجب بن يعرب بن قحطان.

## أعلامها
- صرد بن عبد الله الأزدي ، على المشهور أنه من شكر.
- الشاعر يعلى الشكري الأزدي.[7]